# Certificat informatique et internet niveau 2 - Enseignant
Le certificat Informatique et Internet niveau 2 - Enseignant, ou C2i2e, créé en 2004, est une certification qui permet en France de valider l'utilisation professionnelle des outils informatiques et internet pour l'enseignement et l'apprentissage.
Prolongement du Certificat informatique et internet niveau 1, sans que ce dernier soit nécessaire pour l'obtenir, il vise à attester des compétences requises pour la maîtrise des technologies de l'information et de la communication (TIC) pour l'enseignement (TICE). Il ne s'agit donc pas d'une certification exclusivement technique, mais largement tournée vers des capacités attendues de professionnels de l'éducation, capacités y compris pédagogiques.

## Évolution de son statut
Par un arrêté du 31 mai 2010,  modifié par l'arrêté du 4 mai 2011, apportant quelques assouplissements notamment en cas de concours interne, il était obligatoire pour être nommé professeur stagiaire après la réussite des concours d'enseignement.
Par un arrêté du 14 décembre 2010 publié au Bulletin officiel no 5 du 3 février 2011, le C2i2e s'adapte aux nouvelles conditions de recrutement des enseignants, dorénavant au niveau master, et devient le Certificat informatique et internet de l'enseignement supérieur de niveau 2 « enseignant ». Le sigle reste inchangé. C'est ce texte qui fait désormais référence.
Concernant le recrutement des enseignants de l’éducation nationale, les exigences sont fixées par le règlement annuel des concours. Ainsi, depuis le concours 2014, l’obligation d’être titulaire du C2i2e (ainsi que du CLES) a disparu en même temps que les compétences du C2i2e étaient directement intégrées dans les enseignements des masters Métiers de l'enseignement, de l'éducation et de la formation (MEEF). La référence à l’obligation d’obtenir le C2i2e dans les trois ans suivant le concours ne valait que pour les concours 2012, 2013 et 2014 anticipé (au titre 2013). Ce n’est plus valable depuis le concours régulier de 2014. Il n’y a donc plus d’obligation à obtenir le C2i2e pour devenir enseignant.
Tout établissement supérieur peut désormais prétendre à l'habilitation de délivrance du C2i2e. Les instituts nationaux supérieurs du professorat et de l'éducation (INSPE), au sein des universités, prennent une grande part dans la formation et la validation du C2i2e[réf. souhaitée].

## Le référentiel de compétences
La validation du C2i2e nécessite de pouvoir valider des compétences liées à l'exercice du métier (compétences A) et des compétences nécessaires à l'intégration des TICE dans la pratique d'enseignement (compétences B) :
- les compétences A comportent trois domaines : la maîtrise de l'environnement numérique professionnel, le développement des compétences tout au long de la vie et la responsabilité professionnelle dans le cadre du système éducatif ;
- les compétences B comportent quatre domaines : travail en réseau avec l'utilisation des outils de travail collaboratif, conception et préparation de contenus d'enseignements et de situation d'apprentissage, mise en œuvre pédagogique, mise en œuvre de démarches d'évaluation.

La validation de cette certification demande de valider 23 compétences sur 28 (chaque domaine ne pouvant comporter plus de deux compétences non validées).